# Afânise
Afânise é o termo utilizado em psicologia clínica e psicanalítica para denotar o desaparecimento do desejo sexual e que pode atingir ambos os sexos. A palavra foi utilizada pela primeira vez pelo psicanalista galês Ernest Jones